# Elephantomyia westwoodi
Elephantomyia westwoodi är en tvåvingeart. Elephantomyia westwoodi ingår i släktet Elephantomyia och familjen småharkrankar.

## Underarter
Arten delas in i följande underarter:
- E. w. antillarum
- E. w. westwoodi